# Grand Theft Auto 2
Grand Theft Auto 2 (souvent abrégé en GTA 2) est un jeu vidéo d'action-aventure développé par DMA Design et distribué par Rockstar Games, commercialisé le 30 septembre 1999 sur Microsoft Windows, et le 22 octobre 1999 sur PlayStation. Le jeu est ensuite adapté sur Dreamcast (ce qui en fait le premier opus de la franchise à cheval sur deux générations de consoles), et plus tard sur Game Boy Color. Il s'agit du quatrième opus et du second volet majeur de la série Grand Theft Auto. En décembre 2004, Rockstar offre le jeu en téléchargement gratuit sur son site officiel.

## Système de jeu
Grand Theft Auto 2 adopte un environnement en 3D ainsi que des personnages en 2D. Bien que le jeu ne soit pas à la troisième personne, comme l'est Grand Theft Auto III avec son environnement entièrement en 3D, il utilise les graphismes 3D pour les décors de la ville notamment. GTA 2 se joue en vue du dessus, comme son prédécesseur Grand Theft Auto et ses extensions, mais avec l'avancement de la technologie 3D, cela permet au jeu d'être un peu plus permissif sur les zooms de caméra, et d'être plus joli graphiquement que ses prédécesseurs.
Le jeu se déroule dans une ville rétrofuturiste appelée Anywhere City, aux États-Unis bien que le manuel et le site du jeu avancent « trois semaines dans le futur ». La ville se divise en trois secteurs — centre-ville, secteur résidentiel et secteur industriel. Dans chaque secteur, se trouvent trois gangs, donnant des missions au joueur via des téléphones publics. Chaque district possède un niveau maximum de recherche par la police que le joueur peut atteindre. L'armée et le F.B.I ne peuvent pas venir au début, mais plus tard dans le jeu. Pour échapper à la police, le joueur peut aller déguiser sa voiture dans un des garages pour 5 000 $. Chacun des trois gangs dans les trois districts sont dans une guerre. Le joueur peut gagner du respect pour un ou plusieurs des gangs. Il pourra en gagner en tuant un ennemi du gang rival, mais il perdra du respect pour le gang qu'il a attaqué. Si le respect du gang pour le joueur est trop bas, alors il sera attaqué dès que le gang le verra. Le respect est aussi gagné par des missions spécifiques données par les gangs, missions qu'il pourra avoir seulement s'il a un niveau de respect assez élevé, mais l'argent qu'il gagnera sera plus élevé.
Trois niveaux de difficulté sont mis à disposition du joueur pour les missions : facile, données par les téléphones verts, moyen, par les téléphones jaunes, qui rapportent plus d'argent, mais nécessitent plus de respect de la part du gang, et difficile, pour les téléphones rouges, qui payent énormément, mais qui sont très difficiles, et requièrent le niveau de respect maximum. À chaque mission complétée, le joueur gagne de l'argent. Parfois, durant des missions, le joueur a accès à des nouveaux véhicules, armes, ou lieux.
Il existe également des missions bonus pour le joueur, comme exploser des camions de glaces, tuer un maximum de gens, ou voler un certain nombre de voitures demandées. Ces missions ne sont pas nécessaires pour le scénario principal, mais font gagner des armes, ou de l'argent au joueur, ou lui permettent de se défouler simplement.
À noter, qu'il faut un code de déverrouillage pour y jouer, car le contenu, les dialogues et surtout le fait de tuer des policiers, était très mal vu lors de sa sortie. Le code était donné par les vendeurs professionnels. Celui de la version française est WFUSDFCF.

## Gangs
Sept gangs sont recensés dans le jeu. Ils peuvent bloquer le joueur s'il les dérange trop :
- Zaibatsu Corporation (symbole: 'Z' jaune) - Le gang le plus puissant du jeu, apparaissent dans tous les secteurs, habillés en noir, fabricants de drogue, le joueur aura souvent affaire à eux. Ils ont trois boss: Trey Welsh pour le centre-ville, Red Valdez pour le secteur résidentiel, et Uno Carb pour le secteur industriel.
- Loonies (symbole: une face de smiley souriant) - Un gang assez fou qui apparait dans le premier secteur. Les missions données pour le joueur sont très spéciales. Leur boss s'appelle Elma.
- Yakuzas (symbole: yen bleu '¥') - Apparaissent aussi dans le premier secteur. Produisent de la drogue dans un endroit appelé 'J-Lab'. Le bleu de mer est leur couleur et leur boss est Johnny Zoo.
- SRS (Sex and Reproductive Systems) (symbole: bouclier doré) - Quartiers généraux dans le secteur résidentiel, et sont impliquées dans des affaires douteuses et clandestines. Ils sont dans la recherche pour le développement des armes, et le clonage génétique, et la robotique. Leur leader est Dr. LaBrat. Les membres de rue apparaissent comme des soldats clonés.
- Rednecks (symbole: le drapeau des états confédérés) - Dirigé par Billy Bob Bean, ils apparaissent dans le second secteur que le joueur visite, sont des fans enragés de Elvis Presley, et ils sont spécialisés dans les explosifs pour les voitures. Ils produisent de l'alcool de contrebande.
- Mafia russe (symbole: étoile rouge) - Ils apparaissent dans le dernier secteur et ont toutes les particularités de la vraie mafia russe. La voiture qu'ils utilisent est capable de résister à des tirs de fusil d'assaut, de grenade, et même de lance-roquettes. Jerkov est le nom de leur boss.
- Hare Krishna (symbole: fleur orange) - Ils apparaissent dans le dernier secteur également, leur véhicule est un bus coloré. Ils ont un propre temple. Leur boss répond au nom de Sunbeam. Le gang apparaît aussi dans le premier GTA, mais ne sont pas impliqués dans des affaires criminelles.

## Musiques
Chaque secteur possède cinq radios, que le joueur peut écouter à bord d'un véhicule. Changer la radio est possible sur PC en utilisant la touche F1 pour la radio suivante, F2 pour la radio précédente et sur PlayStation en utilisant seulement la touche Haut. Head Radio est aussi présente dans Grand Theft Auto, Grand Theft Auto III et Grand Theft Auto: Liberty City Stories. Chaque gang a une radio favorite. Les radios incluent :  Head Radio, Rockstar Radio, KREZ, Lo-Fi FM, Futuro FM, Funami FM, Lithium FM, Rebel Radio/KING, Osmosis Radio, Heavenly Radio, et KGBH.

## GTA 2, le film
Le début du jeu est une version courte des 8 minutes de film pour promouvoir le jeu. Ce mini-film est téléchargeable sur le site officiel. Claude Speed est montré dans une ville, avec les autres gangs du jeu. Le fait que le film fait partie intégrante du scénario du jeu est à débattre, car Claude est tué à la fin par un assassin de la Zaibatsu. GTA 2 est censé se dérouler en 2013, le film montre clairement qu'il est filmé à New York dans le présent. Claude Speed est joué par Scott Maslen.

## Accueil
Grand Theft Auto 2 est généralement bien accueilli. GameRankings attribue des moyennes positives aux versions console et PC (allant de 69,92 % à 71,50 %),, ; cependant, le site attribue la moyenne la plus basse à la version Game Boy Color avec un 35 %. GameSpot attribue une note de 6,8 sur 10 à la version PC, et de 6,9 sur 10 aux versions PlayStation et Dreamcast,. Jeff Gerstmann du site félicite la bande son.